# Jakub Grigar
Jakub Grigar (Liptovský Mikuláš, 27 de abril de 1997) es un deportista eslovaco que compite en piragüismo en la modalidad de eslalon.
Participó en tres Juegos Olímpicos de Verano, obteniendo una medalla de plata en Tokio 2020, en la prueba de K1 individual, el quinto lugar en Río de Janeiro 2016 y el sexto en París 2024, en la misma prueba.
Ganó dos medallas de plata en el Campeonato Mundial de Piragüismo en Eslalon, en los años 2015 y 2021.
Fue el abanderado de Eslovaquia en la ceremonia de apertura de los Juegos Olímpicos de París 2024 junto con la piragüista Zuzana Paňková.

## Palmarés internacional
| Juegos Olímpicos   | Juegos Olímpicos        | Juegos Olímpicos | Juegos Olímpicos |
| Año                | Lugar                   | Medalla          | Competición      |
| ------------------ | ----------------------- | ---------------- | ---------------- |
| 2020               | Tokio (Japón)           | Medalla de plata | K1 individual    |
| Campeonato Mundial |                         |                  |                  |
| Año                | Lugar                   | Medalla          | Competición      |
| 2015               | Londres (Reino Unido)   | Medalla de plata | K1 por equipos   |
| 2021               | Bratislava (Eslovaquia) | Medalla de plata | K1 por equipos   |